# Диспетчер
Диспетчер (англ. dispatcher от англ. to dispatch — отсылать, отправлять) — должностное лицо, отвечающее за координацию каких-либо действий в определённой сфере. Отличительным свойством является стекание к диспетчеру с периферии большого объёма информации, которая структурируется, перерабатывается и далее передаётся в нужных направлениях. Например:
- диспетчер ЖЭКа принимает заявки жителей по телефону и передаёт в соответствующие службы.
- диспетчер транспорта координирует движение с целью обеспечения его правильности и эффективности. Например, поездной диспетчер или диспетчер службы такси.
- диспетчер милиции координирует действия сотрудников внутренних дел по поддержанию правопорядка и поимке нарушителей.
- энергодиспетчер (в энергетике) занимается регулированием всех энергетических процессов. Например, в сферу деятельности диспетчера энергосистемы входит контроль качества электроэнергии, обеспечение устойчивой работы энергосистем в составе единой энергетической системы, производство оперативных переключений, ликвидация аварийных ситуаций, управление генерацией активной и реактивной мощности станций и др.
- авиационный диспетчер обеспечивает координацию движения воздушных судов в едином воздушном пространстве с целью обеспечения его безопасности.
- диспетчер морского (или речного) порта обеспечивает координацию, вместе с лоцманской службой и в соответствии с требованиями капитании порта, постановки к причалу или отхода от причала, перешвартовку на другой причал или на внутренний или внешний рейд морских судов с целью обеспечения безопасности и максимальной производительности.

## Диспетчер транспортной компании
Диспетчер транспортной компании — особый сотрудник, осуществляющий слежение и управление за движением транспортных средств, оборудования и т. п., ответственный за получение и передачу сообщений и запись всей поступающей информации.
Ряд организаций, таких как полиция и пожарная служба, скорая медицинская помощь, такси, служба грузовых перевозок, железнодорожные службы и другие обслуживающие компании используют диспетчеров для получения информации о вызовах и координации своих действий.
Диспетчеры обычно располагается в специально оборудованном (средствами контроля и связи) помещении — диспетчерском пункте.